# Elisabeth Knechtlová
Elisabeth Knechtlová (* 21. června 1971 Štýrský Hradec, Rakousko) je bývalá rakouská sportovní šermířka, která se specializovala na šerm kordem. Rakousko reprezentovala v devadesátých letech. V roce 1992 obsadila druhé místo na mistrovství Evropy v soutěži jednotlivkyň.